# Carsten Ib Nielsen
 Der er flere personer med dette navn, se Carsten Nielsen (flertydig).
Carsten Ib Nielsen (23. december 1908 i København – 6. oktober 1987) var en dansk journalist, samt medstifter og formand for Dansk Journalistforbund.

## Historie
Nielsen blev født i julen 1908 i København. Han var søn af journalist L.C. Nielsen og pianistinden Margrethe Dorph-Petersen, samt lillebror til skuespiller Jakob Nielsen. 1. juni 1909 blev han døbt i Helligåndskirken.

### Journalist
Den gymnasielle uddannelse tog Carsten Nielsen på Borgerdydskolen i København, inden han blev uddannet journalist. I 1928 blev han ansat på Roskilde Dagblad, hvor han arbejdede i tre år. Herefter gik turen til Berlingske Tidende hvor han var tilknyttet i 26 år, blandt andet som korrespondent i Paris. Fra 1957 til 1960 var han ansat på Politiken, hvor han primært dækkede teaterverdenen. 

### Fagforening
Carsten Nielsen blev i 1953 formand for Københavns Journalistforbund, som på dette tidspunkt var én ud tre fagforeninger for journalister i Danmark. Han blev optaget af at samle alle journalister i landet i ét stort fagforbund, og blev den drivende kraft da de tre fagforbund blev samlet, og Dansk Journalistforbund (DJ) blev en realitet i 1961. Nielsen blev forbundets første formand, og sad på posten indtil 1971 hvor han trådte tilbage. Efterfølgende blev han udpeget som æresmedlem i forbundet. 
Dansk Journalistforbund har opkaldt et legat efter Carsten Nielsen, som gives til et medlem af DJ der har præget samfundsdebatten.

## Privat
Nielsen blev den 22. august 1932 gift med Hilde Margrethe Rant (1910-1985) i Høje Tåstrup Kirke. De fik året efter en datter, som blev efterfulgt af tre sønner, Jakob, Anders og Thomas. Sønnen  Jakob, blev uddannet journalist. 
Efter at ægteskabet med Hilde Rant blev opløst, giftede Nielsen sig med bladtegner Anne Hedvig (Sys) Poulsen (1909-1999), med hvem han fik datteren Beatrice. 
Carsten Nielsen døde i oktober 1987, 78 år gammel. Han ligger begravet på Tibirke Kirkegård.